# IUCN 보호지역 카테고리
IUCN 보호지역 카테고리(IUCN protected area categories) 또는 IUCN 보호지역 관리 카테고리(IUCN protected area categories)는 국제 자연 보전 연맹(IUCN)이 보호지역을 관리목적에 따라 구분한 분류이다.

## 카테고리

### 카테고리 Ia- 엄정 자연보호지역
엄정 자연보호지역(IUCN 범주 Ia)은 생물다양성과 지질학적/지형학적 특징을 보호하기 위해 인간의 경미한 이용을 제외한 모든 이용으로부터 보호되는 지역이다. 이러한 지역은 과학적 연구와 환경 모니터링, 교육 외에는 모든 인간의 교란이 금지된 울창한 토착 생태계를 지닌 경우가 많다. 이러한 지역은 매우 엄격하게 보호되기 때문에 다른 지역과 비교하여 외부 인간의 영향을 측정할 수 있는 이상적인 원시 환경을 제공한다. 
경우에 따라 엄정 자연보호지역은 주변 공동체에 영적인 의미를 지니기 때문에 보호를 받는다. 해당 지역 내에서 신앙을 실천하는 사람들은 해당 지역의 보존 및 관리 목표에 부합하는 한 계속해서 신앙을 실천할 권리가 있다. 
기후 및 대기 오염 그리고 새롭게 출현하는 질병이 보호구역 경계에서만 발생하는 것이 아니기 때문에 엄정 자연보호지역에 대한 사람의 영향을 예방하는 것은 점점 더 어려워지고 있다. 이러한 엄격한 지침을 유지하기 위해 지속적인 개입이 필요한 경우 해당 지역은 종종 범주 IV 또는 V에 속하게 된다.

### 카테고리 Ib- 원시 야생지역
야생 지역(IUCN 범주 Ib)은 엄정 자연보호지역과 유사하지만 일반적으로 더 넓고 보호 수준이 약간 낮다. 야생 지역은 이전에 인간 활동으로 교란되었던 생물다양성과 생태계 과정(진화 포함)이 번성하거나 복원될 수 있도록 허용하는 보호 지역이다. 기후 변화의 영향을 완화하고 멸종 위기에 처한 종과 생태계 공동체를 보호할 수 있는 지역이다.
사람의 방문은 최소한으로 제한되며, 종종 도보와 스키, 보트 등 개인 장비를 이용하여 이동할 의향이 있는 사람만 허용된다. 하지만 이는 간섭받지 않은 야생을 경험할 수 있는 특별한 기회를 제공한다. 야생 지역은 현대적인 기반 시설이 없는 경우에만 야생 지역으로 분류될 수 있지만, 야생 기반 생활 방식 내에서 토착민과 그들의 문화적, 영적 가치를 유지하는 수준까지는 인간 활동을 허용한다.

## 같이 보기
- 세계 보존 구역 위원회